# Namche Bazar
Namche Bazar (नाम्चे बजार, auch Namche Bazaar) ist der Hauptort des VDC Namche in der Khumbu-Region im Distrikt Solukhumbu in Nepal. 
Er liegt in einem kesselförmigen Einschnitt oberhalb des Bhotekoshi auf 3440 m. Vom Talgrund aus erreicht man Namche, nachdem der Dudhkoshi überquert ist und ein etwa zweistündiger Aufstieg bewältigt ist.
Der Ort liegt an einer für die Khumbu-Region wichtigen Wegekreuzung, wo sich der Weg entlang des Bhotekoshi über Thame zum Nangpa La und der Weg, der weiter ins Tal des Dudhkoshi und letztendlich zum Mount Everest hinaufführt (Mount Everest Trek), verzweigen.
Beinahe jeder, der in der Khumbu-Region wandert, besucht Namche Bazar, das gewissermaßen das Eingangstor zum Hoch-Himalaya darstellt. Im Dorf gibt es viele Läden und Unterkünfte. Es gibt fast alles zu kaufen, was zum Trekking benötigt wird. Allerdings liegen die Preise höher als in Kathmandu und je weiter man hinaufsteigt, umso höher werden sie, da alle Waren nur durch Träger und Lasttiere befördert werden können.
Namche Bazar ist das Verwaltungszentrum der Khumbu-Region. Es gibt einen Polizei-Kontrollpunkt, eine Bank, ein Postamt und eine Zahnklinik. Ebenso befinden sich hier das Verwaltungszentrum des Sagarmatha-Nationalparks und Kasernen der nepalesischen Armee.
Unmittelbar westlich von Namche Bazar liegt der Berg Kongde Ri (6187 m) und im Osten der Berg Thamserku (6608 m).
Auf einem Hügel oberhalb von Namche Bazar liegt Syangboche, ein kleiner Ort mit einer Landepiste (in 3750 m Höhe). Diese wird aber selten genutzt, da der Untergrund aus losem Kies besteht und so nur für wenige Flugzeugtypen oder Hubschrauber geeignet ist. Die Piste ermöglicht es damit vor allem bei medizinischen Notfällen, Namche Bazar aus der Luft zu erreichen.

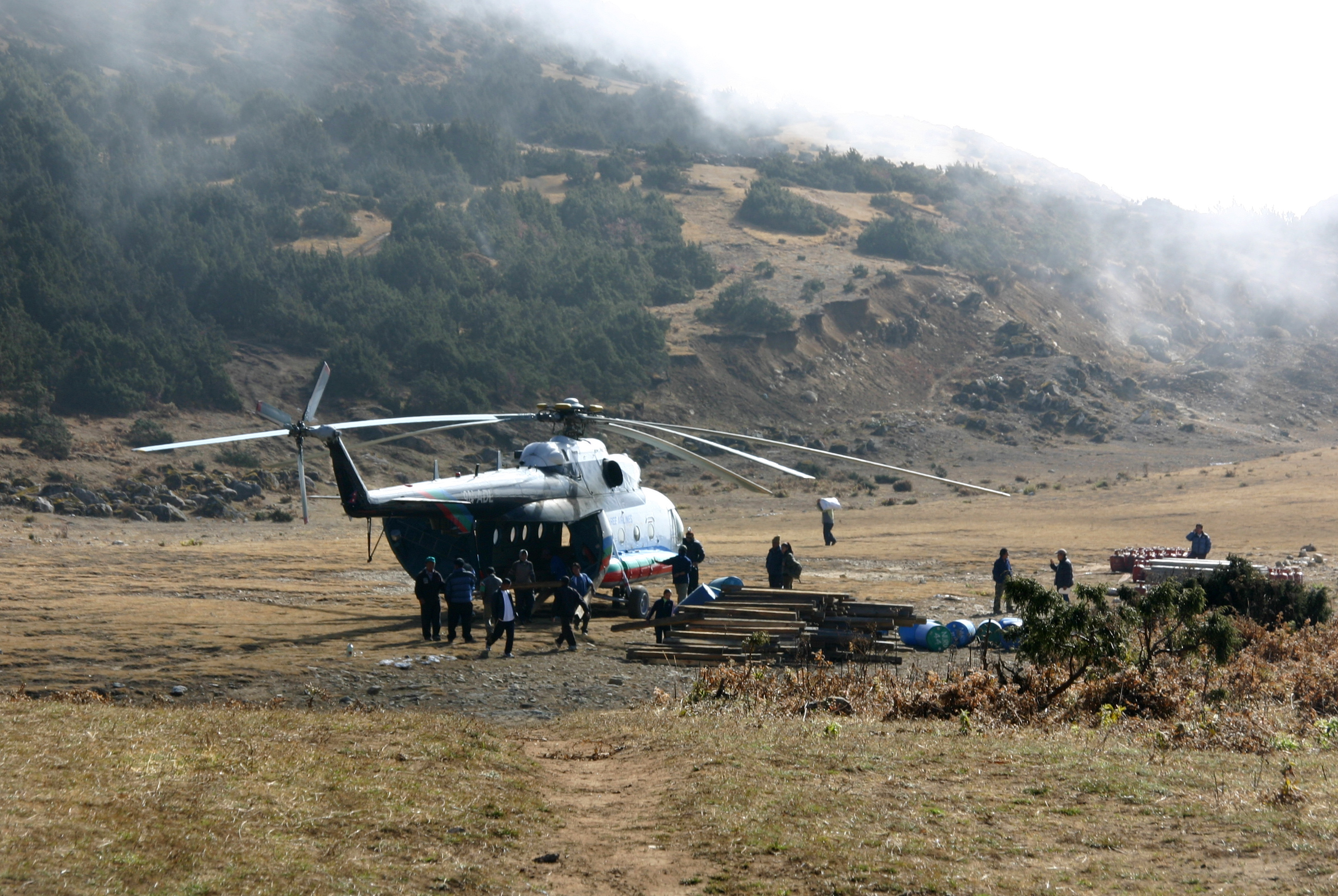
Piste bei Syangboche

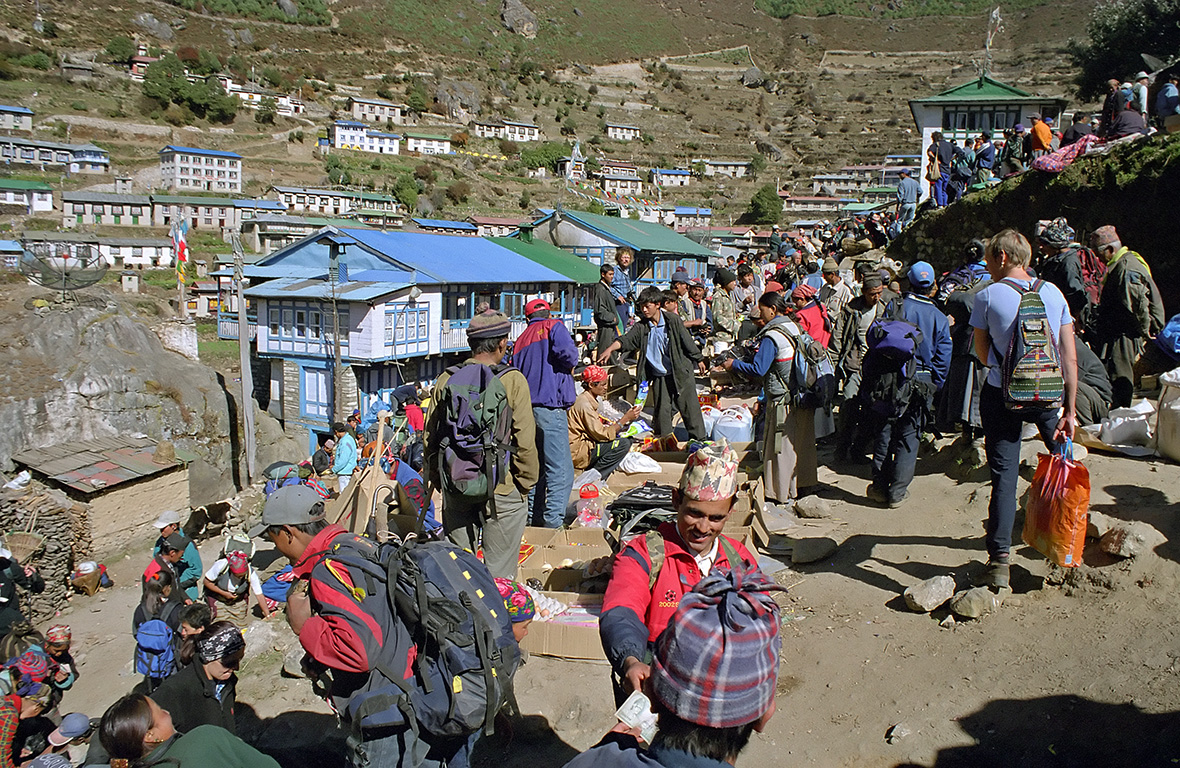
Markttag in Namche Bazar

Am Samstagmorgen findet ein Wochenmarkt statt. Selbst aus Tibet kamen Händler, die ihre Waren an die einheimische Bevölkerung und an Touristen verkauften, vor einigen Jahren wurde jedoch der entsprechende Grenzübergang von den Chinesen gesperrt. Der Markt beginnt mit Sonnenaufgang und endet gegen 11:00 Uhr.
In Namche Bazar gibt es mehrere Internetcafés, die einen Zugang zum Internet ermöglichen und von wo aus in alle Welt telefoniert werden kann.

## Klima
Der Sommer in Namche Bazar ist nass und kühl. Der Winter ist trocken und kalt. Klimabestimmend wirken sich die hohe Lage und der Sommermonsun aus.
|     | Jan. | Feb. | März | April | Mai | Juni | Juli | Aug. | Sep. | Okt. | Nov. | Dez. |
| --- | ---- | ---- | ---- | ----- | --- | ---- | ---- | ---- | ---- | ---- | ---- | ---- |
| Max | 7    | 6    | 9    | 12    | 14  | 15   | 16   | 16   | 15   | 12   | 9    | 7    |
| Min | −8   | −6   | −3   | 1     | 4   | 6    | 8    | 8    | 6    | 2    | 3    | −6   |

|    | Jan. | Feb. | März | April | Mai | Juni | Juli | Aug. | Sep. | Okt. | Nov. | Dez. |
| -- | ---- | ---- | ---- | ----- | --- | ---- | ---- | ---- | ---- | ---- | ---- | ---- |
| mm | 26   | 23   | 34   | 26    | 41  | 140  | 243  | 243  | 165  | 78   | 9    | 39   |